# SL-3
SL-3 – polski szybowiec amatorski zbudowany w dwudziestoleciu międzywojennym, wziął udział w II Wszechpolskim Konkursie Szybowcowym. Była to pierwsza konstrukcja lotnicza opracowana przez Zygmunta Puławskiego.

## Historia
Zygmunt Puławski i Jerzy Bistram, członkowie Sekcji Lotniczej Koła Mechaników Studentów Politechniki Warszawskiej, w 1923 roku opracowali projekt szybowca, który otrzymał nazwę „SL-3”. Projekt został zaakceptowany przez komisję techniczną Sekcji, przewidywano, że wystartuje w zawodach szybowcowych planowanych na 1924 roku. Uzyskano wsparcie Departamentu Żeglugi Powietrznej w postaci materiałów do budowy szybowca. Prace nad budową trwały w okresie luty – lipiec 1924 roku, wykonali je studenci Politechniki Warszawskiej. Wykorzystano hangar udostępniony przez Centralne Warsztaty Lotnicze.
Po zakończeniu budowy, latem 1924 roku na lotnisku mokotowskim wykonano próby szybowca. Po starcie z użyciem liny gumowej wykonano skoki. W październiku 1924 roku szybowiec został zaprezentowany na Wystawie Ligi Obrony Powietrznej i Przeciwgazowej w Warszawie. W 1925 roku szybowiec został zgłoszony do udziału w II Wszechpolskim Konkursie Szybowcowym na Oksywiu koło Gdyni w maju – czerwcu 1925 roku. W warsztatach 1. pułku lotniczego przeprowadzono remont, podczas którego usunięto uszkodzenia jakie szybowiec odniósł podczas prób i w trakcie wystawy. Również wtedy zmieniono usterzenie (wykorzystano usterzenie wymontowane z szybowca J. Wojciechowskiego).
W połowie maja szybowiec dotarł na miejsce zawodów. Podczas montażu szybowiec wyposażono w podwozie kołowe. Szybowiec otrzymał numer konkursowy 8, jego pilotem był kapitan Stanisław Jakubowski z 1. pułku lotniczego. Podczas jedynego lotu został uszkodzony, nie zdecydowano się na jego remont. Szybowiec uległ zniszczeniu w końcu 1925 roku.